# (11543) 1992 UN2
1992 يو أن 2 (ويعرف أيضًا باسم (11543) 1992 يو أن 2 وفق تسمية الكوكب الصغير) (بالإنجليزية: 1992 UN2)‏ هو كويكب ضمن حزام الكويكبات؛ وترتيبه 11543 من حيث الاكتشاف.
اكتُشف هذا الجُرم الفلكي بواسطة Nobuhiro Kawasato ‏ في 25 أكتوبر 1992.

## وصلات خارجية
- (11543) 1992 UN2 في قاعدة بيانات مختبر الدفع النفاث لأجرام النظام الشمسي الصغيرة

- الاكتشاف · مخطط المدار ·  العناصر المدارية · المعلمات المادية

- (11543) 1992 UN2 على موقع ويكي سكاي: DSS2, SDSS, GALEX, IRAS, Hydrogen α, X-Ray, Astrophoto, Sky Map, Articles and images